# Michael Windisch
Pour les articles homonymes, voir Windisch (homonymie).
Michael Windisch, né le 9 août 1976 à Kimberley (Afrique du Sud), est un nageur sud-africain et autrichien.

## Carrière
Sous les couleurs de l'Afrique du Sud, Michael Windisch est médaillé d'or du 400 mètres quatre nages ainsi que médaillé d'argent du 200 mètres dos aux Jeux africains de 1995 à Harare,.
Il dispute les Championnats d'Europe de natation en petit bassin 1998 à Sheffield sous les couleurs autrichiennes, terminant notamment quatrième de la finale du 400 mètres quatre nages et huitième de la finale du 400 mètres nage libre.
Il participe aux Jeux olympiques de 2000 à Sydney sans atteindre de finale que ce soir sur 200 mètres papillon, 200 ou 400 mètres quatre nages